# Abborrasjön (Svenarums socken, Småland)
Abborrasjön är en sjö i Vaggeryds kommun i Småland och ingår i Lagans huvudavrinningsområde. Sjön är 4,1 meter djup, har en yta på 0,03 kvadratkilometer och är belägen 175 meter över havet.